# 존 세다
존 세다(Jon Seda, 1970년 10월 14일 ~ )는 미국의 배우이다.

## 출연 작품

### 영화
- 금지된 사랑 (1992, Zebrahead)
- 글래디에이터 (1992)
- 칼리토 (1993)
- 블랙 시티 2 (1993, Daybreak)
- 뉴욕 캅 (1993, New York Cop)
- 이대로가 좋다 (1994, I Like It Like That)
- 12 몽키즈 (1995)
- 미라클 맨 (1996, Dear God)
- 선체이서 (1996)
- 미스트라이얼 (1996)
- 프라이멀 피어 (1996)
- 셀레나 (1997)
- 프라이스 오브 글로리 (2000)
- 더블 캅스 (2001, Double Bang)
- 러브 더 하드 웨이 (2001, Love the Hard Way)
- 스트리트 킹 (2002)
- 언디스퓨티드 (2002)
- 나쁜 녀석들 II (2003)
- 로맨틱 크라운 (2011)
- 불릿 투 더 헤드 (2012)

### 텔레비전
- 뉴욕경찰 24시 (1994)
- 오즈 (1997, 2003)
- 로앤오더 (1997)
- 서드 워치 (1999-2000)
- UC: Undercover (2001-02)
- 고스트 위스퍼러 (2006)
- 클로즈 투 홈 (2006-07)
- CSI: 마이애미 (2008)
- 하우스 (2009)
- 넘버스 (2010)
- 퍼시픽 (2010)
- 번 노티스 (2010)
- 클로저 (2010)
- 하와이 파이브-0 (2010)
- 트레메 (2011-13)
- 시카고 파이어 (2012-19)
- 시카고 PD (2014-19)
- 성범죄수사대: SVU (2016)
- 시카고 저스티스 (2017)